# Луций Валерий Флак (консул 261 пр.н.е.)
Вижте пояснителната страница за други личности с името Луций Валерий Флак.
Луций Валерий Флак (на латински: Lucius Valerius Flaccus) e политик на Римската република през Първата пуническа война.
Неговият дядо със същото име е magister equitum през 321 пр.н.е.
През 261 пр.н.е. Флак е избран за консул с Тит Отацилий Крас. Двамата консули се бият в Сицилия против картагенците. По това време Рим строи нова флота.
Той е баща на Публий Валерий Флак (консул 227 пр.н.е.) и дядо на Луций Валерий Флак (консул 195 пр.н.е.).